# Cepola schlegelii
Cepola schlegelii är en fiskart som beskrevs av Bleeker, 1854. Cepola schlegelii ingår i släktet Cepola och familjen Cepolidae. Inga underarter finns listade i Catalogue of Life.